# Djadja&Dinaz
Djadja&Dinaz是法国的一个饒舌乐队，由Gianni和Azzeddine两位歌手于2014年在巴黎东郊的莫城组建。

## 历史
2014年，法国莫城的Gianni和Azzeddin两名儿时玩伴决定组建Djadja&Dinaz乐队，其早期仅发布线上作品。2016年，他们发行了首张专辑《On s'promet》，其代表作《J'fais mes affaires》在YouTube上累积获得了超过一亿次观看。截至2024年11月，他们一共发行了六张专辑。

## 作品风格
Djadja&Dinaz的作品多描述法国巴黎郊区二代移民青年的生活，他们生活的莫城皮埃尔·科利内街区（Cité Pierre Collinet）在其多个作品中有所提及。

## 专辑
- On s'promet（法语：On s'promet）（2016年）
- Dans l'arène（法语：Dans l'arène）（2017年）
- Le revers de la médaille（法语：Le revers de la médaille）（2018年）
- Drôle de mentalité（法语：Drôle de mentalité）（2019年）
- Spleen（法语：Spleen (album)）（2021年）
- Alpha（法语：Alpha (album de Djadja & Dinaz)）（2023年）

## 争议
Djadja&Dinaz早期活动时曾因非法持有枪支而遭到警方逮捕，并被判处三个月的监禁。2016年5月，Djadja&Dinaz在一次采访中对该事表示后悔。